# Rebecca Betensky
Rebecca A. Betensky est une statisticienne américaine, professeure de biostatistique à la Harvard T.H. Chan School of Public Health (en), où elle dirige le programme de biostatistique du Harvard Clinical and Translational Science Center. Elle est également biostatisticienne au Massachusetts General Hospital, où elle dirige le centre de biostatistique du Alzheimer's Disease Research Center.

## Éducation et carrière
Betensky a étudié les mathématiques en tant qu'étudiant de premier cycle au Harvard College, obtenant son diplôme en 1987. Elle a obtenu un doctorat en statistiques à l'université Stanford en 1992. Sa thèse, dirigée par David Siegmund, est intitulée A Study of Sequential Procedures for Comparing Three Treatments,. 
Après des études postdoctorales à Stanford, elle a rejoint la faculté de l'université Northwestern en 1993. Elle est retournée à Harvard en tant que membre du corps professoral en 1994, recrutée dans le cadre d'un grand contrat financé par les National Institutes of Health pour Harvard afin de réaliser des statistiques pour le Groupe d'essais cliniques sur le sida (en),. Elle est devenue associée au Massachusetts General Hospital en 2007.  

## Récompenses et honneurs
Betensky est membre de la Société américaine de statistique depuis 2003 et membre élue de l'Institut international de statistique depuis 2007. Elle a remporté le prix Mortimer-Spiegelman de l'American Public Health Association (en) en 2005.  